# پنتادکان
پنتادکان (به انگلیسی: Pentadecane) با فرمول شیمیایی CH۳(CH۲)۱۳CH۳ یک ترکیب شیمیایی با شناسه پاب‌کم ۱۲۳۹۱ است. 